# فاسیک اسید
فاسیک اسید (به انگلیسی: Phaseic acid) با فرمول شیمیایی C۱۵H۱۹O۵ یک هورمون گیاهی و کاتابولیت ابسسیسیک اسید است . جرم مولی آن ۲۸۰٫۳۱ g/mol می‌باشد. 

## نگارخانه